# Barrancabermeja
Barrancabermeja je město v Kolumbii se 190 000 obyvateli. Nachází se v departementu Santander 114 km západně od jeho hlavního města Bucaramanga. Protéká jím řeka Magdalena.
Město založil v roce 1536 Gonzalo Jimenéz de Quesada a název je odvozen od výrazu „barrancas bermejas“ („rezavé útesy“). Jeho rozvoj je spojen s objevem ropných ložisek a v roce 1922 získala Barrancabermeja městská práva. Město je známé díky největší ropné rafinérii v Kolumbii, která patří společnosti Ecopetrol. Významný je také rybolov a pěstování kukuřice, plantainů a manioku. Hlavní památkou je římskokatolická katedrála.
Sídlí zde fotbalový klub Alianza Petrolera. V roce 2000 město pořádalo mistrovství světa v inline bruslení.
Partnerským městem je Houston.